# Diplophos
Diplophos es un género de peces de la familia Gonostomatidae.

## Descripción
Seis especies conforman el género Diplophos. Miden poco más de 14 cm de longitud (5,51 pulgadas), siendo Diplophos orientalis la de mayor tamaño, con 32 cm de longitud (12,59 pulgadas). Las especies cuentan con la cabeza de color gris, aunque puede variar a marrón negruzco, con algunas pigmentaciones de colores a lo largo del cuerpo (pueden ser amarillentas, oscuras o claras). Cuentan con un cuerpo esbelto y además presentan fotoforos.

## Distribución y hábitat
El género se distribuye por el océano Antártico; probablemente se encuentra en el océano Índico. En el Pacífico noroeste: Japón. Se sabe que las larvas se encuentran durante el invierno en los montes submarinos de Hancock. En el Pacífico sudoccidental: en Nueva Zelanda y el Pacífico sudeste: en Chile y en el Atlántico sur. En el Atlántico oriental: Portugal hasta el golfo de Guinea; Namibia y Sudáfrica, en el Atlántico noroccidental: Canadá. Atlántico occidental e Indopacífico: en aguas tropicales y subtropicales. Pacífico oriental, en la región de la corriente de California y el mar de la China Meridional. Suelen habitar en las grandes profundidades, su rango de profundidad es de 0-800 m, aunque se han reportado a 2000 m.